# ريجنالد نيكلسون
ريجنالد نيكلسون (بالإنجليزية: Reginald Nicholson)‏ هو سياسي بريطاني (وحمل سابقاً جنسية المملكة المتحدة لبريطانيا العظمى وأيرلندا)، ولد في 15 يوليو 1869، وتوفي في 27 أبريل 1946. حزبياً، نشط في الحزب الليبرالي. في الانتخابات العمومية البريطانية 1918 ‏، انتخب عضو برلمان المملكة المتحدة الـ31 عن دائرة Doncaster (UK Parliament constituency) ‏ (14 ديسمبر 1918 – 26 أكتوبر 1922).